# Código Penal de Honduras de 1984
La democracia se re instauró en Honduras en 1982, mismo año en que se emitió la nueva Constitución de la República de Honduras y nuevas leyes; en las cuales el presente Código Penal fue debatido y acordado; y una vez aprobado el mismo fue emitido mediante Decreto n.º 144-83 del soberano Congreso Nacional de Honduras y entró en vigencia en 1984 para ser aplicada en los tribunales hondureños, dejando derogado el Código Penal de Honduras de 1906.

## Contenido del Código Penal
LIBRO PRIMERO: PARTE GENERAL
- TÍTULO I: Aplicación de la Ley Penal (1/12)
- TÍTULO II: Del Delito (13/21)
- TÍTULO III: Causas que Eximen de Responsabilidades (22)
  - Capítulo I: Causas de Inimputabilidad (23)
  - Capítulo II: Causas de Justificación (24)
  - Capítulo III: Causas de Inculpabilidad (25)
- TÍTULO IV: Circunstancias que Modifican la Responsabilidad
  - Capítulo I: Circunstancias Atenuantes (26)
  - Capítulo II: Circunstancias Agravantes (27)
  - Capítulo III: Reincidencia y habitualidad (28/30)
- TÍTULO V: Concurso de Delincuentes y de Delito
  - Capítulo I: Participación en el Delito (31/34)
  - Capítulo II: Concurso de Delitos (35/37)
- TÍTULO VI: Penas
  - Capítulo I: Clase de Penas (38)
  - Capítulo II: Naturaleza y Efectos (39/61)
  - Capítulo III: Penas que llevan consigo otras accesorios (62/64)
  - Capítulo IV: Aplicación de las Penas (65/69)
  - Capítulo V: Suspensión condicional de la ejecución de la pena (70/75)
  - Capítulo VI: Libertad condicional (76/79)
- TÍTULO VII: Medidas de seguridad (80/95)
- TÍTULO VIII: Extinción de la responsabilidad penal y sus efectos (pp 96/104)
- TÍTULO IX: Responsabilidad Civil (105/115)

LIBRO SEGUNDO: PARTE ESPECIAL
- TÍTULO I: Delitos contra la vida y la integridad corporal
  - Capítulo: I: Homicidio, Asesinato (116/125)
  - Capítulo: II: Aborto (126/132)
  - Capítulo: III: Lesiones (133/138)
  - Capítulo: IV: Abandono de niños y de personas desvalidas (139)
- TITULO II: Delitos contra la Libertad Sexual y la Honestidad
  - Capítulo: I: Violación, Estupro, Ultraje al pudor y Rapto (140/149)
  - Capítulo: II: Disposiciones Generales (150/154)
- TÍTULO III: Delitos contra el Honor
  - Capítulo: I: Calumnia, Injuria y Difamación (155/161)
  - Capítulo: II: Disposiciones Comunes (162/169)
- TÍTULO IV: Delitos contra el estado civil y el orden de la familia
  - Capítulo: I: Suposición de partos y usurpación de estado civil (170)
  - Capítulo: II: Celebración de matrimonios Ilegales (171/175)
  - Capítulo: III: Incesto (176)
  - Capítulo: IV: Negación de asistencia familiar (177/179)
  - Creación por Adición del Capítulo V por Decreto # 191-96.
- TÍTULO V: Delitos Contra la Salud Pública (180/191)
  - Creación por Adición del Título V-A por Decreto # 191-96.
- TÍTULO VI: Delitos contra la Libertad y la Seguridad
  - Capítulo: I: Secuestros y detenciones ilegales (192/196)
  - Capítulo: II: Sustracción de menores (197/200)
  - Capítulo: III: Disposición común a los dos Capítulos Precedentes (201)
  - Capítulo: IV: Allanamiento de Morada (202/205)
  - Capítulo: V: Coacciones y Amenazas (206/209)
  - Capítulo: VI: Delitos contra la libertad de cultos, el sentiniento Religioso y el respeto a los Difuntos (10/213)
  - Capítulo: VII: Violación y revelación de secretos (214/215)
  - Capítulo: VIII: Delitos contra la libertad política (216)
- TÍTULO VII: Delitos contra la Propiedad
  - Capítulo: I: Robo (217/221)
  - Capítulo: II: Extorsión y chantaje (222)
  - Capítulo: III: Hurto (223/226)
  - Capítulo: IV: Usurpación (227/232)
  - Capítulo: V: Insolvencia punible (233/239)
  - Capítulo: VI: Estafas y otros fraudes (240/243)
  - Capítulo: VII: Usura y agiotaje (244/247)
  - Capítulo: VIII: Delito contra propiedades especiales (248/253)
  - Capítulo: IX: Daños (254/255)
  - Capítulo: X: Incendio y otros estragos (256/259)
  - Capítulo: XI: Juegos (260/262)
  - Capítulo: XII: Disposiciones generales (263/264)
- TÍTULO: XIII: Delitos contra los medios de Comunicación y Servicios Públicos (265/273)
- TÍTULO IX: Delitos contra la Fe Pública
  - Capítulo: I: Falsificación de Moneda, Billetes de Banco y Títulos Valores (276/279)
  - Capítulo: II: Falsificación de Sellos, Papel Sellado y Otros Efectos (24/275 y 280/283)
  - Capítulo: III: Falsificación de Documentos en General (284/291)
  - Capítulo: IV: Usurpación de funciones y títulos y uso indebido de nombres, uniformes, insignias y condecoraciones (292/294)
- TÍTULO X: Delitos contra la Economía (295/301)
- TÍTULO XI: Delitos Contra la Existencia y la Seguridad del Estado
  -     - Modificaciones en la interpretación de los Capítulos I, II y II de este Título por medio del Art 13-A del Decreto 191-96.

  - Capítulo I: Traición (302/311)
  - Capítulo II: Delitos que Comprometan la Paz, la seguridad exterior o la dignidad de la nación (312/317)
  - Capítulo III: Delitos Contra el Derecho de Gentes (318/321)
- TÍTULO XII: Delitos Contra la Seguridad del Estado
  -     - Modificaciones en la interpretación de los Capítulos I, II, II, V, VI y VII de este Título por medio del Art 13-A del Decreto 191-96.

  - Capítulo I: Delitos contra los Altos Funcionarios del Estado (322/327)
  - Capítulo II: Delitos contra la forma de Gobierno (328/330)
  - Capítulo III: Delitos Cometidos por los particulares excediéndose en el Ejercicio de los Derechos que les Garantiza la Constitución (331/332)
  - Capítulo IV: Delitos cometidos por los Funcionarios contra el Ejercicio de los Derechos Garantizados por la Constitución (333/334)
  - Capítulo V: Terrorismo (335)
  - Capítulo VI: Rebelión (336)
  - Capítulo VII: Sedición (337/338)
  - Capítulo VIII: Disposiciones Comunes a los Capítulos Precedentes (339/342)
  - Capítulo IX: Atentado (343/344)
- TÍTULO XIII: Delitos contra la Administración Pública
  - Capítulo I: Desacato (345)
  - Capítulo II: Desobediencia (346/348)
  - Capítulo III: Abuso de Autoridad y Violación de los Deberes de los Funcionarios (349/357)
  - Capítulo IV: Violación de Sellos y Documentos (358/360)
  - Capítulo V: Cohecho (361/369)
    - Creación por Adición del Cap V-A por Decreto # 191-96.

  - Capítulo VI: Malversación de Caudales Públicos (370/373)
  - Capítulo VII: Negociaciones Incompatibles con el Ejercicio de Funciones Públicas (374/375)
  - Capítulo VIII: Fraudes y Exacciones Ilegales (376/377)
  - Capítulo IX: Prevaricación (378/382)
  - Capítulo X: Denegación y Retardo de Justicia (383/384)
  - Capítulo XI: Falso Testimonio, Acusación y Denuncia Falsa (385/387)
  - Capítulo XII: Encubrimiento (388/389)
  - Capítulo XIII: Evasión (390/392)
  - Capítulo XIV: Disposición General (393)

LIBRO TERCERO: FALTAS
- TÍTULO I: Disposiciones Generales (394/395)
- TÍTULO II: Falta Contra las Personas (396/399)
- TÍTULO III: Faltas Contra la Propiedad (400/409)
- TÍTULO IV: Faltas Contra las Buenas Costumbres (410)
- TÍTULO V: Faltas Contra los Intereses Generales y Regímenes de las Poblaciones (411/414)
- TÍTULO VI: Faltas Relativas a la Emisión del Pensamiento (415)
- TÍTULO VII: Faltas Contra el Orden Público (416/420)
- TÍTULO FINAL: 
  - Capítulo Único: Disposiciones Transitorias y Finales (421/426)

Dado en la ciudad de Tegucigalpa, Distrito Central, en el Salón de Sesiones del Congreso Nacional, a los veintitrés días del mes de agosto de mil novecientos ochenta y tres.